# Висфлекк
Висфлекк (нем. Wiesfleck) — община (нем. Gemeinde) в Австрии, в федеральной земле Бургенланд. 
Входит в состав округа Оберварт.  Площадь общины составляет 20,08 км², население — 1165 человек (1 января 2021), плотность населения — 58 чел./км². Официальный код  —  1 09 27.

## Население
| Год  | Численность |
| ---- | ----------- |
| 1869 | 1366        |
| 1889 | 1394        |
| 1890 | 1381        |
| 1900 | 1549        |
| 1910 | 1516        |
| 1923 | 1518        |
| 1934 | 1532        |
| 1939 | 1485        |
| 1951 | 1147        |
| 1961 | 1141        |
| 1971 | 1165        |
| 1981 | 1132        |
| 1991 | 1129        |
| 2001 | 1178        |
| 2011 | 1111        |
| 2021 | 1165        |

## Политическая ситуация
Бургомистр общины — Ханс Бреннер (АНП) по результатам выборов 2007 года.
Совет представителей общины (нем. Gemeinderat) состоит из 15 мест.
- АНП занимает 9 мест.
- СДПА занимает 6 мест.

## Внешние ссылки
- Официальная страница  (нем.)